# 洪城郡
洪城郡（：／ Hongseong gun */?），是大韓民國忠清南道西部的一個郡，西隔淺水灣與安眠島相望。面積444.02平方公里，2009年人口88,176人。洪城郡内浦新都市为忠清南道政府所在地。
1895年成為二十三府制中之一府，後被降格為郡。西海岸高速公路、長項線經過。郡內出生的名人有韓龍雲、金佐鎮、成三問等。
1978年10月7日曾發生過五級左右的地震，是為洪城地震，雖然震度不大無人傷亡卻在當時造成該郡近2840多棟房屋不同程度的損毀，損失金額達到三億美元，在2016年慶州地震發生前是大韓民國自韓戰後遇到最為嚴重的地震。

## 行政区划
洪城郡下分2邑、9面：
- 洪城邑（홍성읍）
- 廣川邑（광천읍）

- 葛山面（갈산면）
- 結城面（결성면）
- 龜項面（구항면）
- 金馬面（금마면）
- 西部面（서부면）
- 銀河面（은하면）
- 長谷面（장곡면）
- 洪東面（홍동면）
- 洪北面（홍북면）

## 姐妹城市
- 中华人民共和国山東沂水